# Боженцьке
Боженцьке (пол. Borzęckie) — село в Польщі, у гміні Злочев Серадзького повіту Лодзинського воєводства.
Населення — 215 осіб (2011).
У 1975-1998 роках село належало до Серадзького воєводства.

## Демографія
Демографічна структура станом на 31 березня 2011 року:
|          | Загалом | Допрацездатний вік | Працездатний вік | Постпрацездатний вік |
| -------- | ------- | ------------------ | ---------------- | -------------------- |
| Чоловіки | 114     | 24                 | 76               | 14                   |
| Жінки    | 101     | 26                 | 51               | 24                   |
| Разом    | 215     | 50                 | 127              | 38                   |